# Культура Шумерів
Культура Шумеру — одна з найяскравіших культур Дворіччя, що розвивалася в кінці IV та в III тисячоліттях до н. е., коли вона досягла дуже значного розквіту. Це час зміцнення економіки Шумеру в політичному житті. Розвиваються іригаційне землеробство та скотарство, бурхливо розквітають різні ремесла, продукція яких, завдяки широко розвиненому міжплемінному обміну, поширюється далеко за межі Дворіччя. Встановлюються зв'язки з долиною Інду і, ймовірно, з Єгиптом. У громадах Дворіччя відбувається швидке майнове та суспільне розшарування в зв'язку з тим, що військовополонених вже не вбивають, а перетворюють на рабів, тобто виникає застосування рабської праці.
До початку IV тисячоліття до н. е. шумери, пройшовши щабель неоліту, вступили в період мідної доби. Вони жили родовим ладом, займалися землеробством та скотарством, хоча полювання і рибальство ще грали у них істотну роль. Поступово розвивалися гончарне, ткацьке та ливарне ремесло.

## Поселення шумерів початку IV тисячоліття до н. е.
Найдавніші з відомих людству поселення відносяться до початку IV тисячоліття до н. е. і розташовані в різних місцях Дворіччя. Одне з поселень шумерів було відкрито під пагорбом Тель ель-Убейд, ім'я якого отримав і весь період. (Подібні пагорби, звані сучасним місцевим населенням по-арабськи «телі», утворилися від накопичення будівельних залишків.)
Шумери будували круглі житла, а пізніше прямокутні в плані, з стебел очерету , верхівки яких пов'язували пучком. Хатини обмазували глиною для збереження тепла. Зображення таких будівель зустрічаються на кераміці та на печатках. Ряд культових, присвятних кам'яних судин виконаний у вигляді хатин (Багдад, Іракський музей; Лондон, Британський музей; Берлінський музей).
Примітивні глиняні статуетки цього періоду зображують богиню-матір (Багдад, Іракський музей). Глиняні ліпні посудини прикрашені геометризованим розписом у вигляді птахів, козлів, собак, листя пальми (Багдад, Іракський музей) та мають тонкі декорації.

## Культура шумерів другої половини IV тисячоліття до н. е.
Друга половина IV тисячоліття до н. е., характеризується складанням культури міст південного Дворіччя, зародженням писемності, охоплює періоди Урук і Джемдет-Наср, умовно так названі по місцях перших знахідок, типових для кожного періоду. Розвиваються такі види мистецтва, як монументальна архітектура, скульптура, різьблення по каменю.

### Архітектура
В архітектурі, яка стала головним видом мистецтва, до кінця 4 тисячоліття до н. е. оформилися основні, найхарактерніші для будівництва Шумерів риси: зведення споруд на штучному насипі, розподіл приміщень навколо відкритого двору, членування стін вертикальними нішами та виступами, введення в архітектурне рішення кольору.
Перші пам'ятники монументального будівництва з цегли-сирцю - два храми, споруджені на штучних терасах для захисту від ґрунтових вод, так звані «Білий» та «Червоний» - були відкриті в місті Урук (сучасне селище Варка). Храми присвячені головним божествам міста - богу Ану і богині Інанні. Стіни одного були пофарбовані в білий колір, а іншого прикрашені геометричним орнаментом з глиняних обпалених «цвяхів» — «зіггаті» з капелюшками, пофарбованими в червоний, білий та чорний кольори. Можливо, що малюнок з «зіггаті» імітує візерунок плетених циновок, які вішали на стіни житлових будівель. Обидва храми були прямокутними в плані, зі стінами, розчленованими виступами та нішами, які грали конструктивну і декоративну роль, як і масивні напівколони уздовж стін «Червоного» храму. Центральне приміщення не мало даху, будучи відкритим двором. Крім цегли-сирцю в будівництві стали вже застосовувати і камінь (наприклад, «Червоний» храм був зведений на кам'яній основі).

### Скульптура
Найчудовіший з скульптурних творів періодів Урук і Джемдет-Наср є знайдена в Уруці мармурова жіноча голова (Багдад, Іракський музей). Плоско зрізана ззаду, вона була прикріплена колись до стіни храму, будучи частиною горельєфної фігури. Особа богині з величезними широко розкритими очима і зрощеними над переніссям бровами (очі і брови інкрустовані) відрізняється великою виразністю. На голові колись був прикріплений убір із золота.
У скульптурних зображеннях тварин багато спостережених рухів, вірно переданих, характерних рис будови тварин. Такі, наприклад, об'ємні фігури левів і бика на посудинах з жовтого пісковика (Багдад, Іракський музей; Лондон, Британський музей), вирізані з каменю фігурки лежачого бичка, теляти, барана, кам'яна посудина у формі вепра (Багдад, Іракський музей).
З'являються і перші багатофігурні композиції. Наприклад, на алебастровій посудині з Урука (Багдад, Іракський музей) зображена низьким рельєфом з гравіюванням, урочиста процесія людей з дарами, що наближаються до фігури богині. На наступній фризі показана отара овець та баранів, що тягнеться уздовж повноводної річки, на березі якої ростуть колосся та пальми. Принцип послідовного розподілу рельєфних зображень на площині, який склався в Дворіччя цього раннього періоду, став пізніше панівним в мистецтві всієї Передньої Азії. Визначилися також правила зображення в рельєфі людської фігури: голова і ноги в профіль, а тулуб найчастіше дається в фас.

### Печатки та клинопис
Дуже характерні для періодів Урука та Джемдет-Наср кам'яні печатки у вигляді циліндрів, що грали спочатку роль амулетів, а потім перетворилися в знаки власності. На циліндрах-печатках вирізалися окремі людські фігури, цілі сцени з повсякденного життя (наприклад, виготовлення посудин) та фігури, пов'язані з релігійними віруваннями і сформованим вже в цей час народним епосом (фігури людини-бика, що перемагає двох левів). Фігури часто розташовані в так званих «геральдичних» композиціях, тобто таких композиціях, в яких виділено центр з симетрично розташованими по його сторонам фігурами. Пізніше «геральдична» композиція стала характерною для мистецтва всієї Передньої Азії. Як і скульптурні зображення на судинах, рельєфи циліндрів-печаток цього часу, при деякій схематичності, відрізняються великою жвавістю в передачі фігур тварин і людей, вільним компонуванням та навіть введенням елементів пейзажу. Зразком печатки цього періоду є циліндрична печатка (Берлінський музей), яка належала зберігачу комор храму богині Інін, з дуже тонко виконаним і пластично пропрацьованим зображенням бородатої людини, яка тримає в руках гілки рослини, та фігурами стоячих праворуч і ліворуч від нього двох козлів, які тягнуться до втечі.

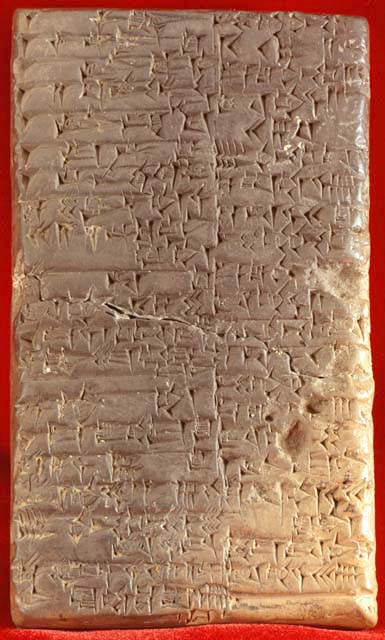
Клинописна табличка
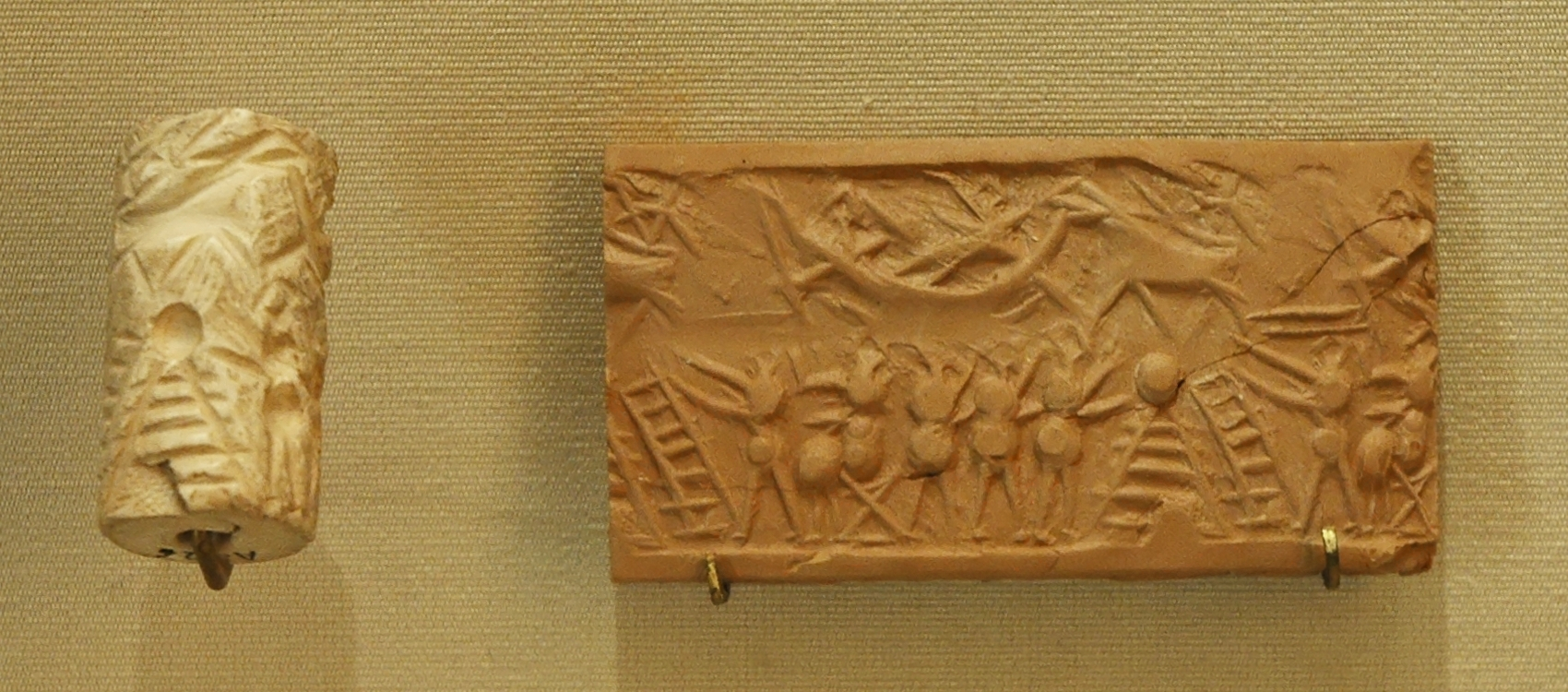
Циліндрична печатка та її зліпок
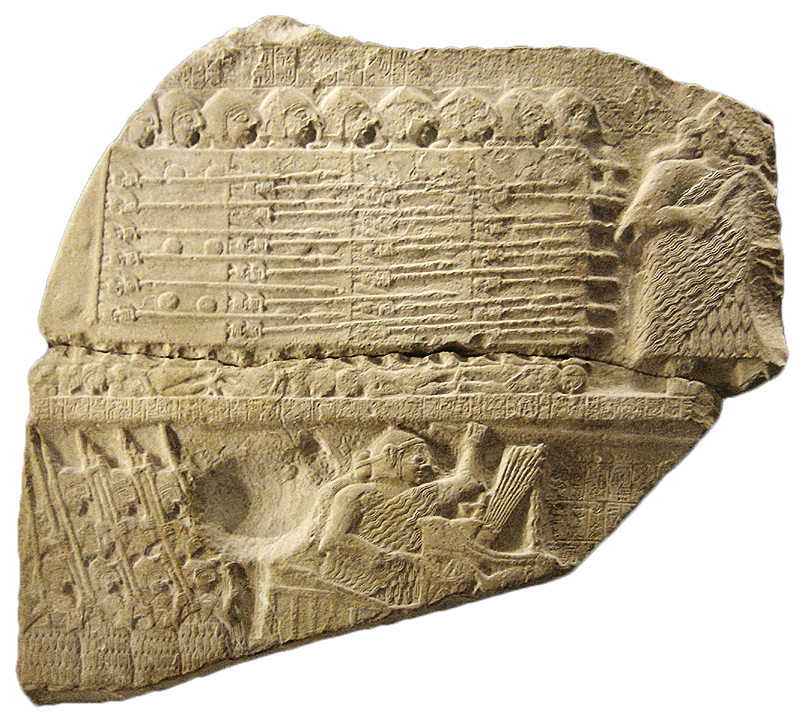
Лагашський правитель Еанаатум на чолі війська. Верхня частина так званої “Стели коршаків”, середина XXIII ст до н.е. (Лувр, Париж)
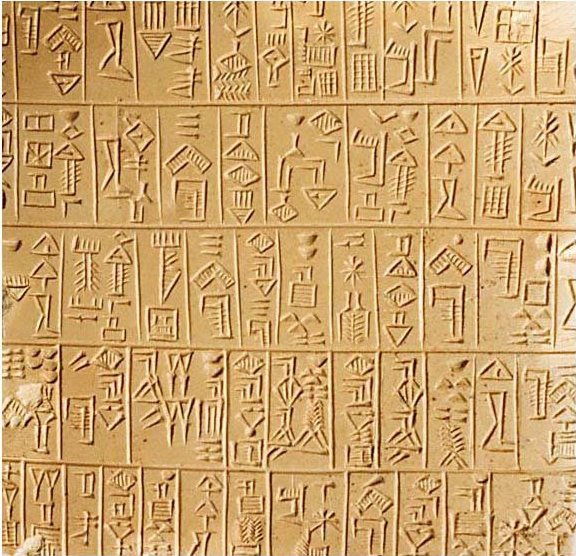
Шумерський клинопис
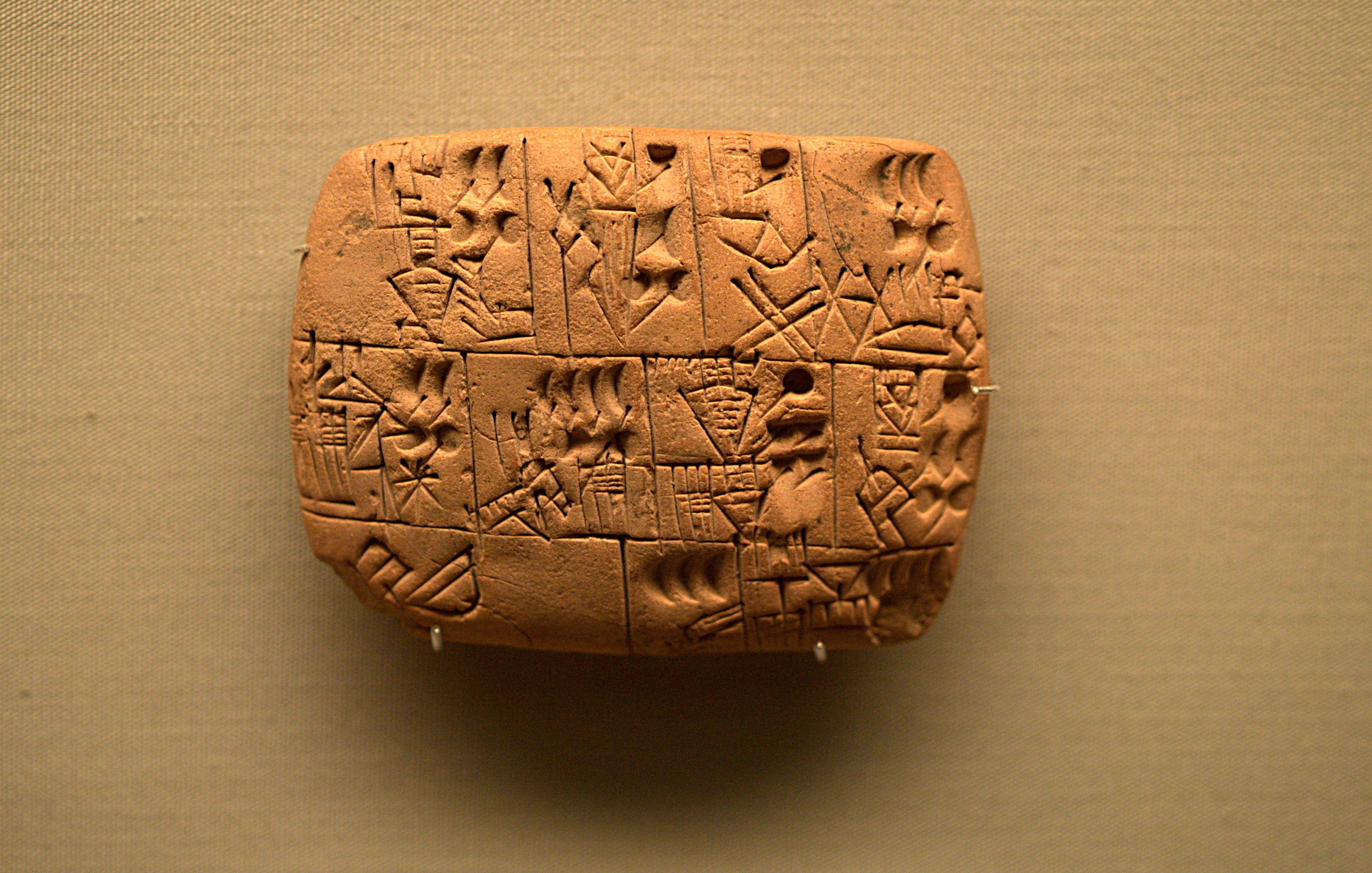
Клинописний запис
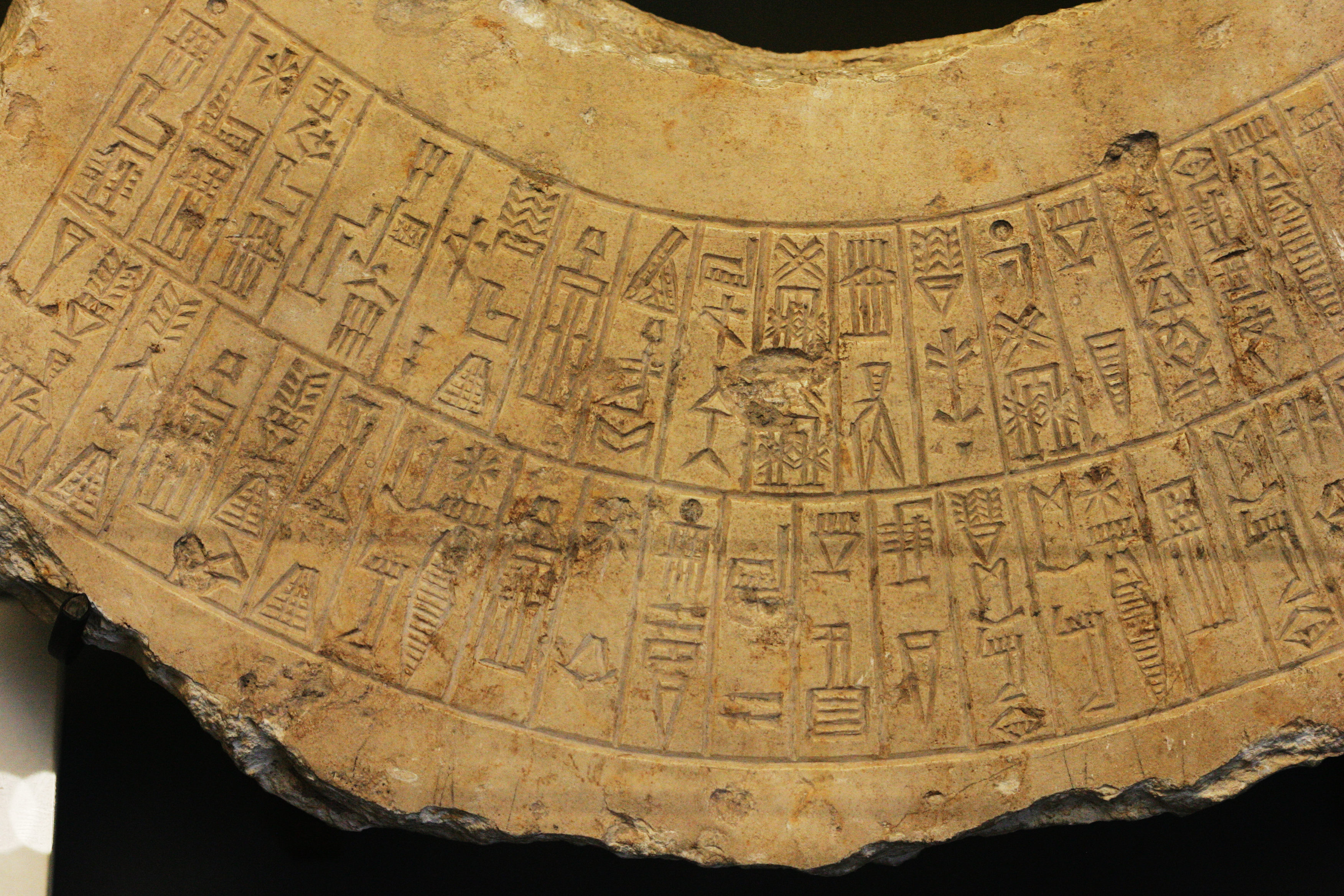
Напис Нарам-Суена (Лувр)

## Культура Шумеру XXVII-XXV століттях до н. е.
На початку 3 тисячоліття до н. е. спостерігається зростання рабовласництва, а в зв'язку з цим відбувається поглиблення соціальної нерівності, що приводить до подальшого зміцнення перших рабовласницьких міст-держав, які включають навколишні поселення і в яких ще дуже живі були пережитки первіснообщинних відносин. Між цими маленькими державами йшли постійні війни через землі, придатні для землеробства, пасовища, зрошувальні канали, худобу та рабів.

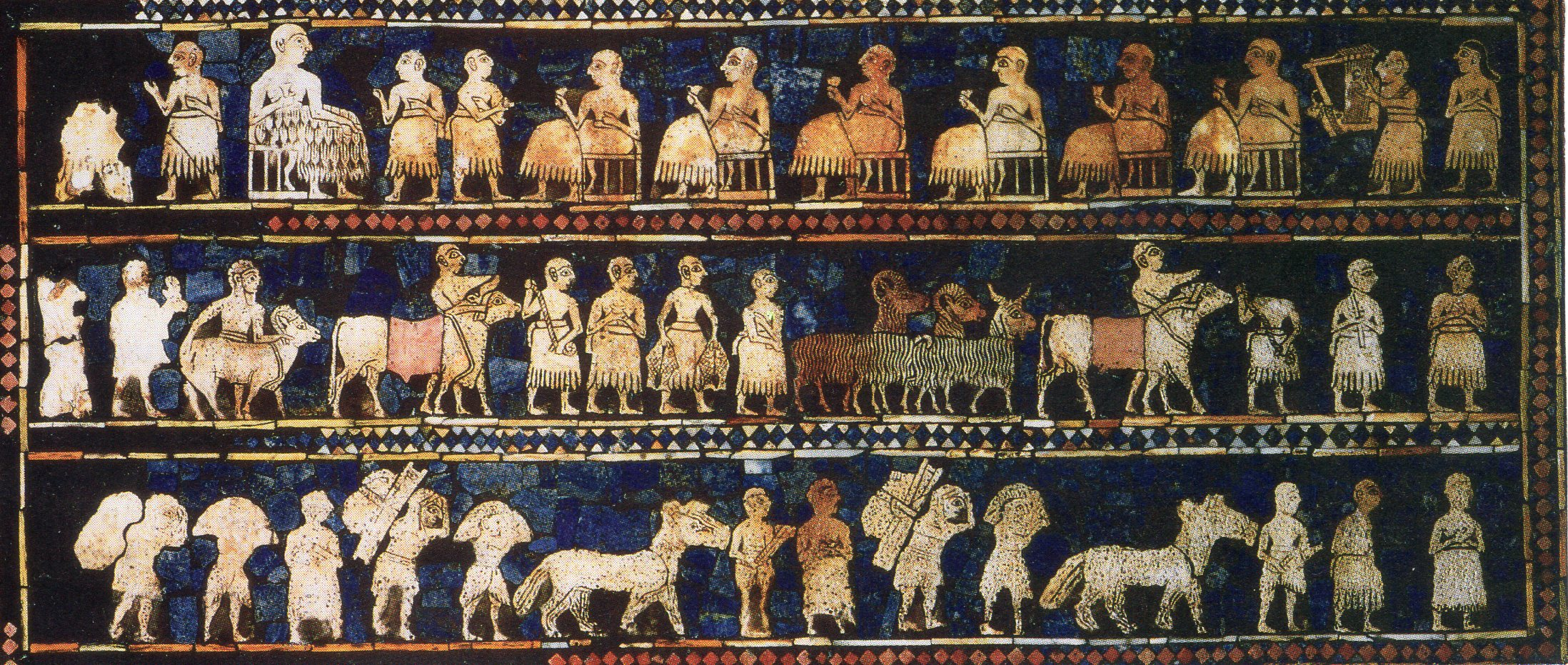
Мозаїка на стіні царської гробниці з Уру

В середині тисячоліття чільна влада перейшла до аккадців, а до кінця цього історичного періоду знову підносяться міста Шумеру. Історію культури 3 тисячоліття до н. е. можна розділити на кілька періодів.
У період раннього Шумеру виділяються такі значні культурні центри, як Урук, аль-Убайд, Лагаш, Ешнунна, Ур. Мистецтво кожного з них має свої риси. Провідний вид мистецтва - архітектура, в скульптурі як і раніше переважають малі форми (так як на місці мало каменю) і присвятні рельєфи.
У південних районах Дворіччя абсолютно відсутній живопис, що може бути пояснено вологістю клімату, котрий не давав можливість фресці (єдина відома тоді мальовнича техніка) зберігатися навіть нетривалий час. Але розвинулася техніка інкрустації як заміна живопису (інкрустація по каменю та дереву, з каменю, мушель) і як прикраса архітектурних споруд.

### Архітектура
Головним будівельним матеріалом як і раніше служить цегла-сирець і рідше — обпалена цегла. У містах збереглися залишки оборонних стін з вежами і укріпленими воротами, а також руїни храмів і палаців, які займають значне місце в ансамблі міста.
Основні риси архітектури цього часу склалися ще в IV тисячолітті до н. е. Як і раніше, будівля зводилася на штучній платформі, стіни оброблялися лопатками і нішами, перекриття були в основному плоскі (хоча зустрічалися і склепінні), приміщення розташовувалися навколо двору, стіни житлових будинків, що виходять на вулиці, робилися глухими. Джерелом світла були двері, так як вузькі щілини-вікна були розташовані під самою стелею.
Найяскравіші пам'ятники цього часу дали розкопки в аль-Убайді та місті Урі часу правління в ньому першої династії. Крім того, близькі за стилем пам'ятники були знайдені і в місті Кіші, та в поселеннях східної частини Дворіччя — Ешнунни, Хафаджі і Телль-Аграбі, та в місті Марі на північному Євфраті.

#### Храм в аль-Убайді
Зразком храмової споруди є невеликий храм богині родючості Нінхурсаг в аль-Убайді, передмісті міста Ура (2600 рік до н. е.) Він перебував на штучній платформі (площа 32x25 м) з щільно утрамбованої глини, на яку вели сходи з навісом на стовпах перед вхідними дверима. Стіни храму і платформи по стародавньошумерській традиції були розчленовані неглибокими вертикальними нішами і виступами. Підпірні стіни платформи були обмазані в нижній частині чорним бітумом, а вгорі побілені і таким чином поділялись також і по горизонталі. Цьому горизонтальному ритму вторили стрічки фриза на стінах святилища. Карниз був прикрашений вбитими цвяхами з обпаленої глини з капелюшками у вигляді символів богині родючості - квітів з червоно-білими пелюстками. У нішах над карнизом стояли мідні фігурки бичків які йдуть висотою 55 см. Ще вище по білій стіні, як уже вказувалося, на деякій відстані один від одного були викладені три фриза: горельєфний з фігурами лежачих бичків, виконаними з міді, і над ним два плоскі, інкрустовані по чорному шиферному фону білим перламутром. На одному з них ціла сцена: жерці в довгих спідницях, з голеними головами доять корів і збивають масло (Багдад, Іракський музей). На верхньому фризі на такому ж чорному шиферному фоні зображення білих голубів та корів, повернуті до входу в храм. Таким чином, колірна гамма фризів була спільною з забарвленням платформи храму, складаючи єдине, цілісне колірне рішення.
По боках входу були поміщені дві статуї левів (Багдад, Іракський музей), зроблені з дерева, покритого по шару бітуму мідними карбованими листами. Очі і висунуті язики левів були зроблені з кольорових каменів, що дуже оживляло скульптуру і створювало барвисту насиченість.
Над вхідними дверима був поміщений мідний горельєф (Лондон, Британський музей), що переходить місцями в круглу скульптуру, із зображенням фантастичного левоголового орла Імдугуда, який тримає в пазурах двох оленів. Цілком склалася геральдична композиція цього рельєфу, що повторюється з невеликими змінами в цілому ряді пам'яток середини III тисячоліття до н. е. (Срібній вазі правителя міста Лагаша Ентемени - Париж, Лувр; печатках, присвятних рельєфах, наприклад палетці, Дуду з Лагаша - Париж, Лувр ), і була, мабуть, емблемою бога Нінгірсу.
Колони, які підтримували навіс над входом, також були інкрустовані, одні - кольоровими каменями, перламутром і мушлями, інші - металевими пластинками, прикріпленими до дерев'яної основи цвяхами з розцвіченими капелюшками. Сходинки були викладені з білого вапняку, а бічні сторони сходів облицьовані деревом.
Новим в архітектурі храму в аль-Убайді було використання як декорації будівлі круглої скульптури і рельєфу, застосування колони як несучої частини. Храм являв невелике, але ошатна споруда.
Храми, аналогічні храму в аль-Убайді, були відкриті в поселеннях Телль-Брак і Хафаджі.

### Зикурат

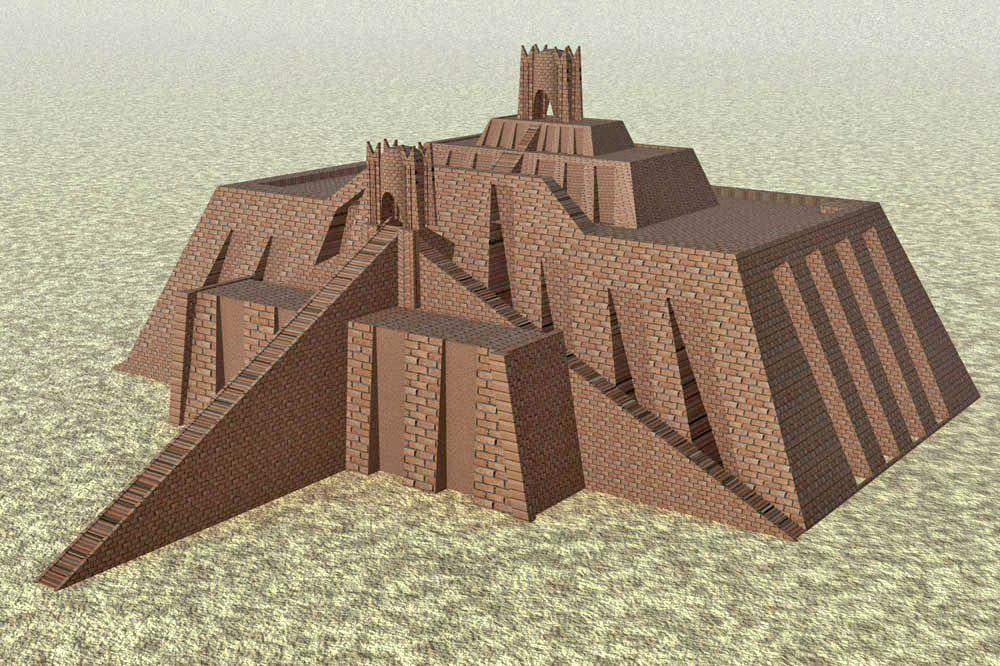
Приблизно так виглядав типовий зикурат в давнину.

У Шумері склався також своєрідний тип культової споруди - зикурат, який протягом тисячоліть грав, як і піраміда в Єгипті, дуже велику роль в архітектурі всієї Передньої Азії. Це ступінчаста вежа, прямокутна в плані, викладена суцільною кладкою з цегли-сирцю. Іноді тільки в передній частині зикурату влаштовувалося невелике приміщення. На верхньому майданчику перебував маленький храм, так зване «житло бога». Будувався зикурат зазвичай при храмі головного місцевого божества.

### Скульптура
Скульптура в Шумері не розвинулася так інтенсивно, як архітектура. Завдань заупокійного культу, пов'язаних з необхідністю передавати портретну схожість, як в Єгипті, тут не існувало. Невеликі культові присвятні статуї, не призначені для певного місця в храмі або гробниці, зображували людину в молитовній позі.
Скульптурні фігури південного Дворіччя відрізняються ледь наміченими деталями та умовними пропорціями (голова часто сидить безпосередньо на плечах без шиї, весь блок каменю дуже мало розчленований). Яскравими прикладами служать дві невеликі статуї: знайдена в аль-Убайді фігура начальника житниць міста Урука на ім'я Курлпль (висота - 39 см; Париж, Лувр) та фігура невідомої жінки, яка походить з Лагашу (висота - 26,5 см; Париж, Лувр). В особах цих статуй немає індивідуальної портретної схожості. Це типові образи шумерців з різко підкресленими етнічними рисами.
У центрах північного Дворіччя пластика розвивалася в загальному по тому ж шляху, але мала і свої специфічні особливості. Дуже своєрідні, наприклад, статуетки з Ешнунни, що зображують дорантів (людей які моляться), бога і богиню (Париж, Лувр; Берлінський музей). Для них характерні більш витягнуті пропорції, короткий одяг, який залишає відкритими ноги і часто одне плече, та величезні інкрустовані очі.
При всій умовності виконання присвятні статуетки стародавнього Шумеру відрізняються великою та своєрідною виразністю. Так само як і в рельєфах, тут встановилися вже певні правила передачі фігури, поз та жестів, які переходять із століття в століття.

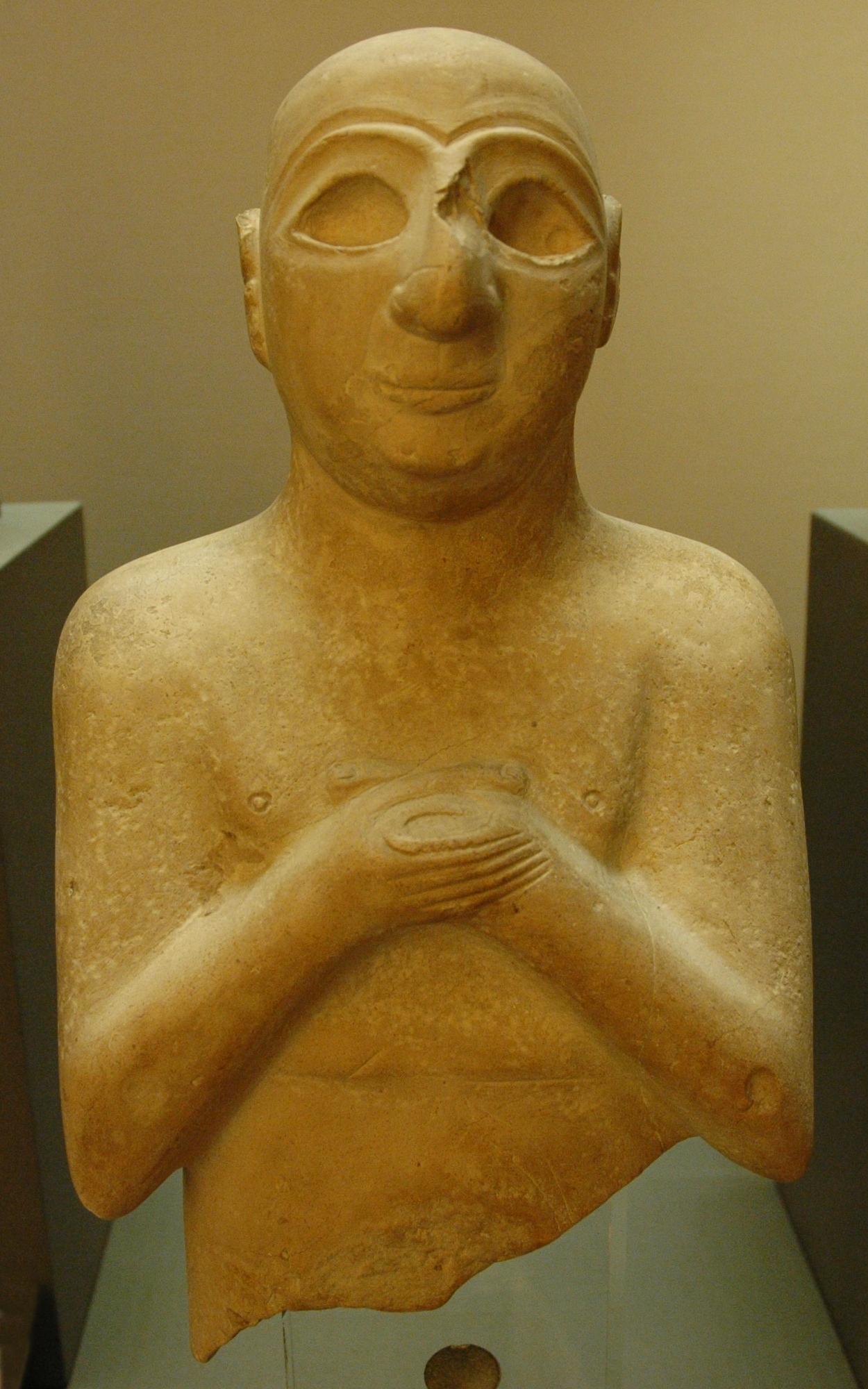
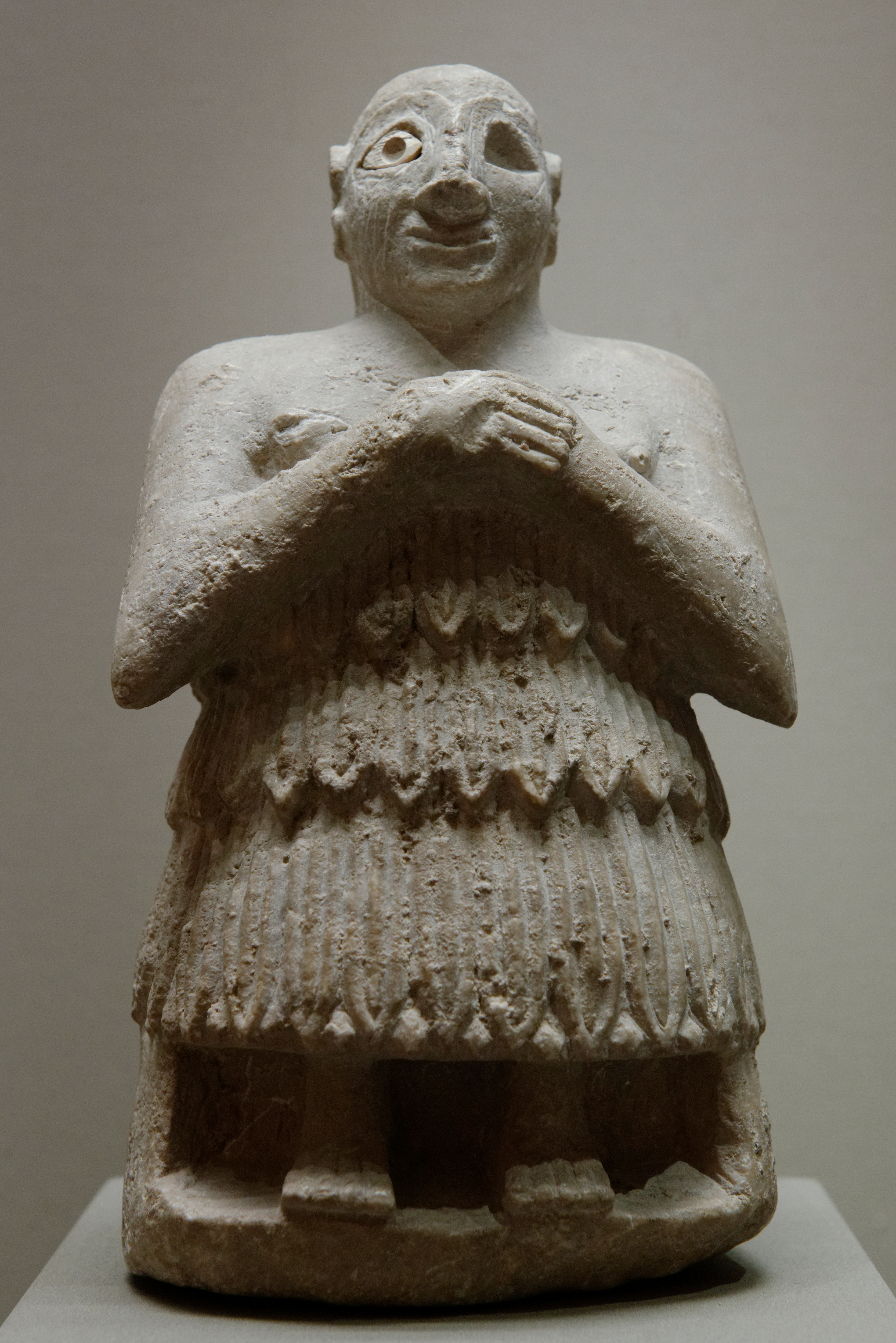
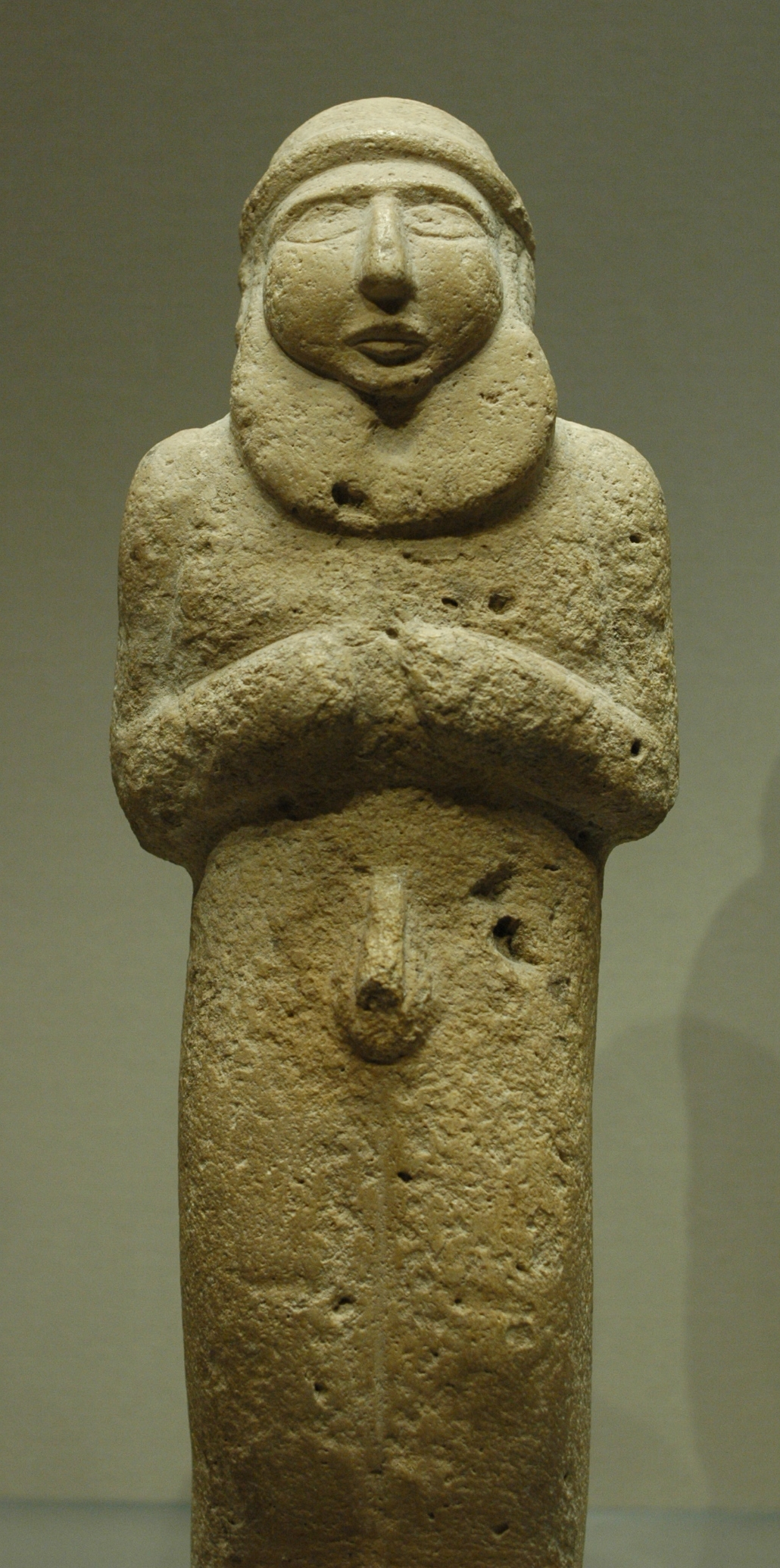
Бородатий чоловік
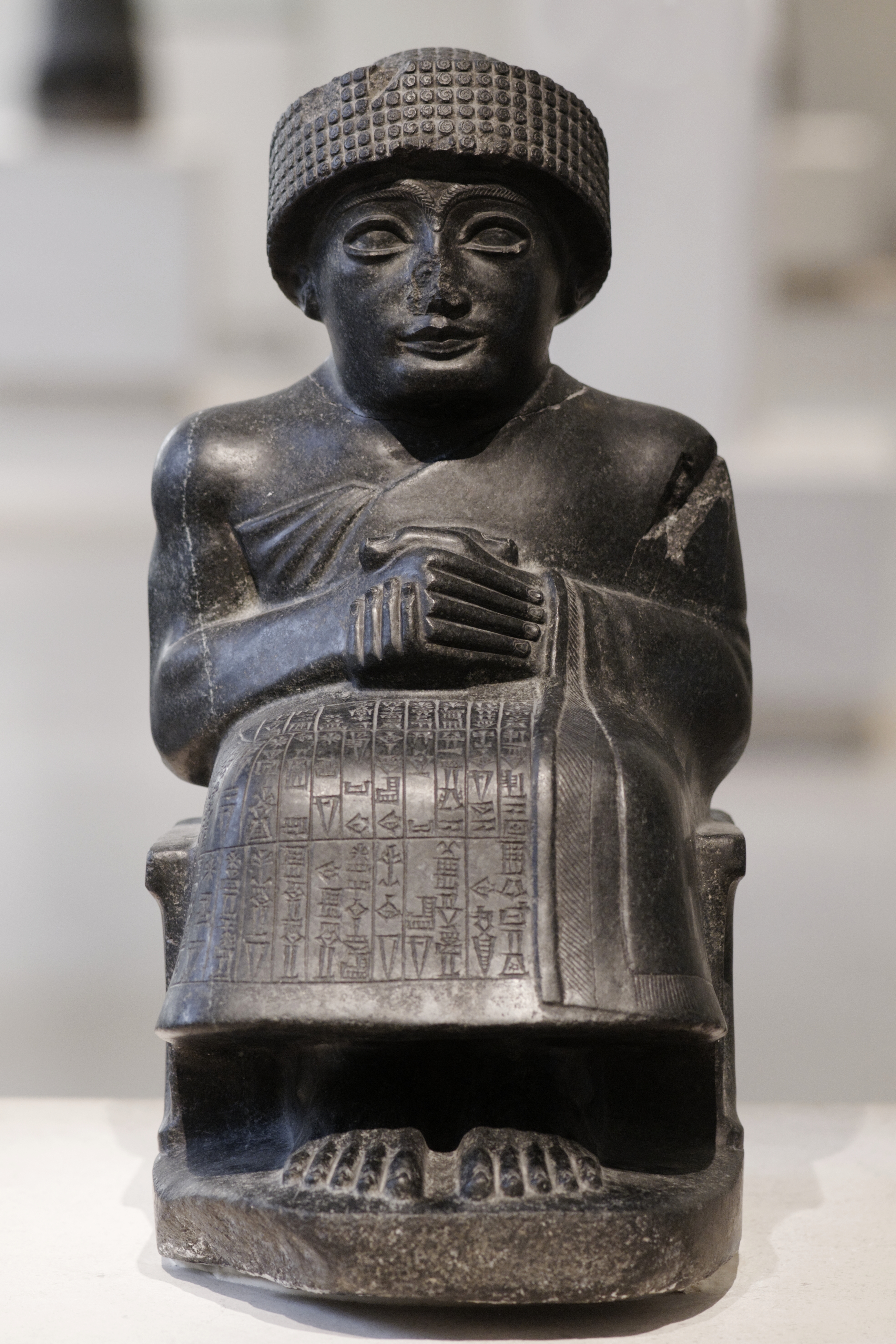
Лагашський цар Гудеа, ХХІІ ст. до н.е, Лувр, Париж (найменша з десяти його скульптур)
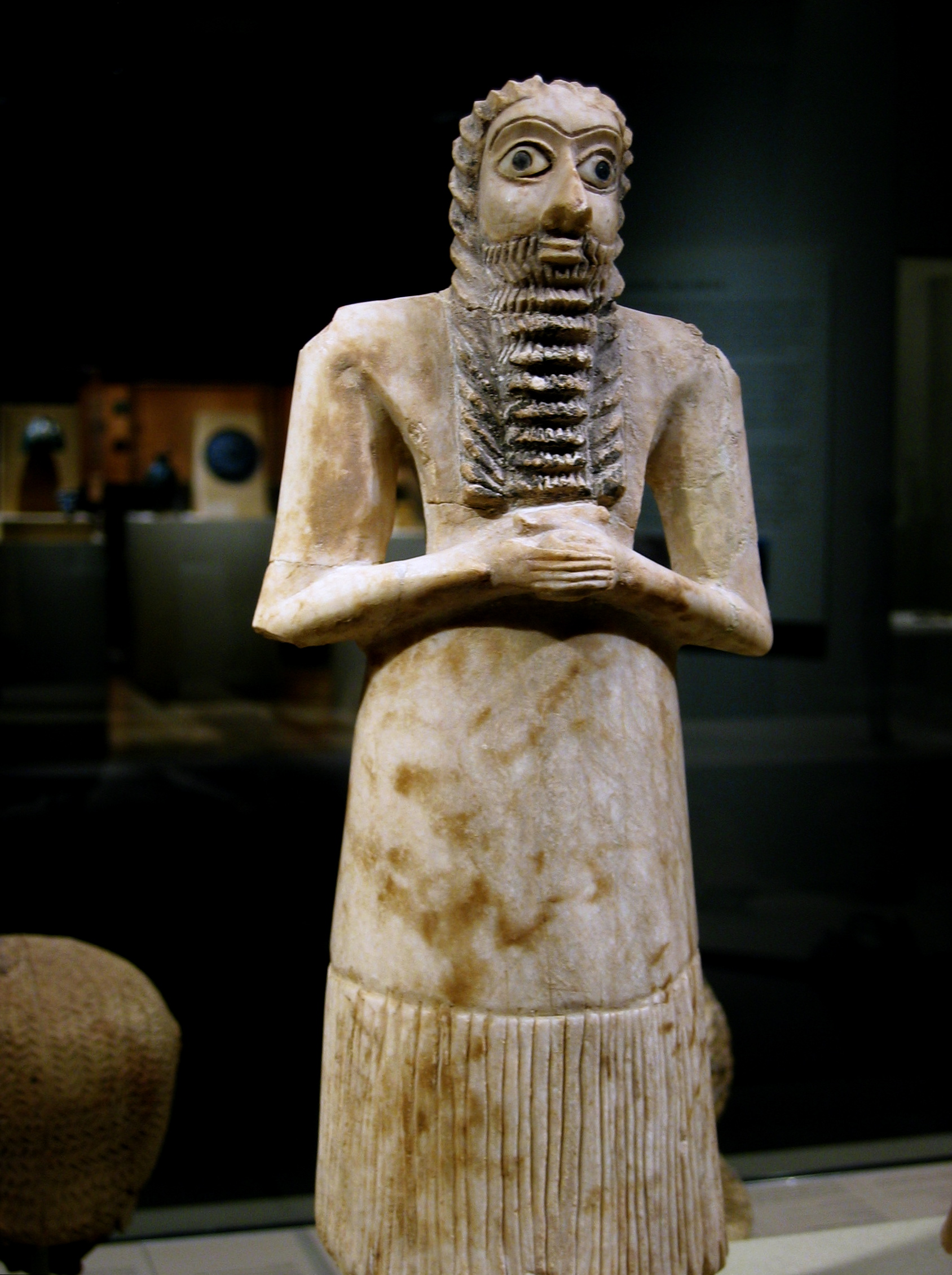
Шумер з Ешнунни на молитві, скульптура з храму Тель-Ахмар 2750-2600 рр. до н.е..
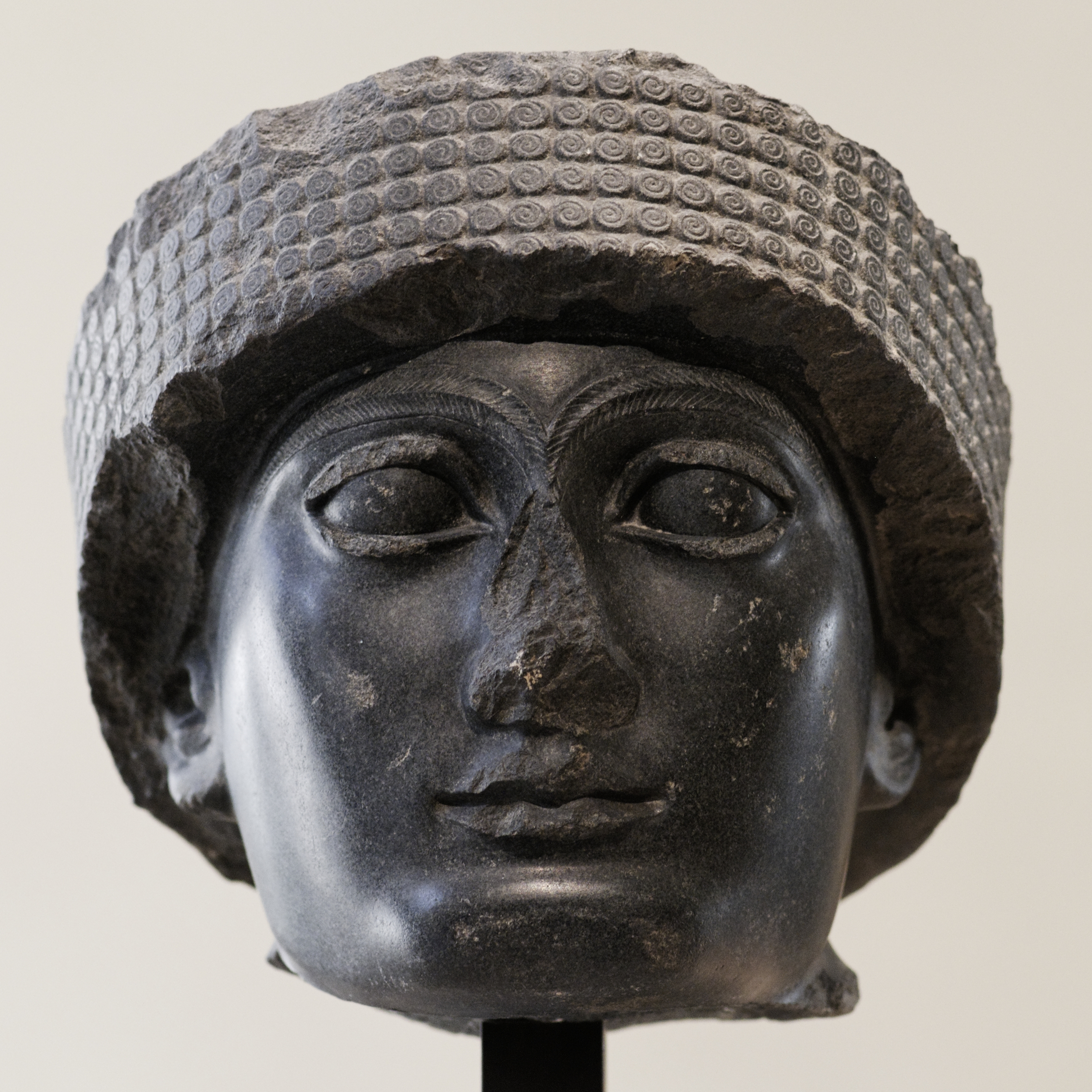
Лагашський цар Гудеа, ХХІІ ст. до н.е, Лувр, Париж

### Рельєф
В Урі та Лагаші знайдений ряд вотивних палеток і  стел. Найважливішими з них, середини III тисячоліття до н. е., є палетка правителя Лагаша Ур-Нанше (Париж, Лувр) і так звана «Стела шулік» правителя Лагаша Еаннатума (Париж, Лувр).
Палетка Ур-Нанше дуже примітивна за своєю художньою формою. Сам Ур-Нанше зображений двічі, у двох регістрах: на верхньому він йде на урочисте закладення храму на чолі процесії своїх дітей, а на нижньому - бенкетує серед наближених. Високе суспільне становище Ур-Нанше та його головна роль в композиції підкреслені його великим в порівнянні з іншими зростом.

#### «Стела шулік».

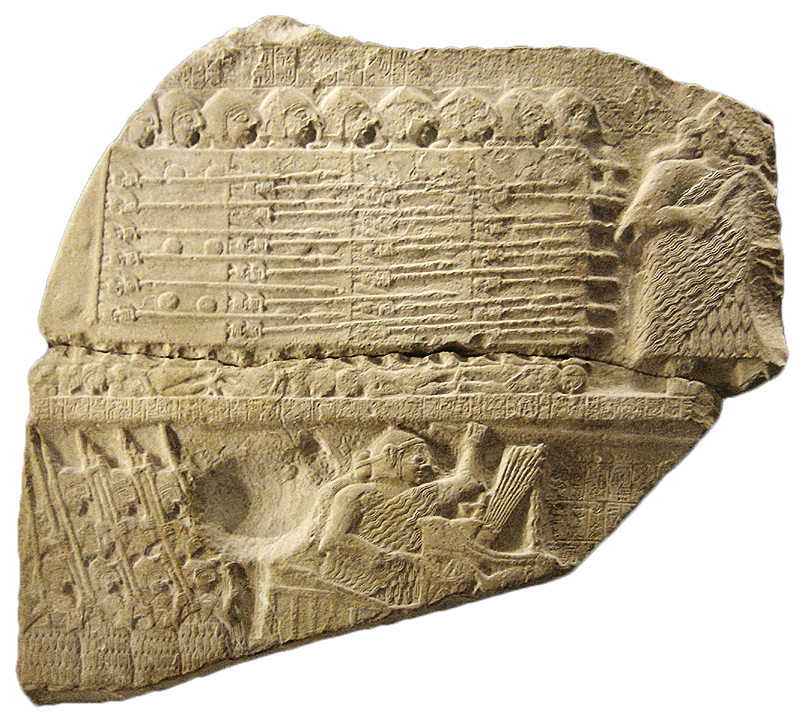
Фрагмент «Стели шулік».

«Стела шулік» була створена на честь перемоги імператора міста Лагаша Еаннатума (XXV століття до н.е.) над сусіднім містом Уммою та його союзником містом Кішем. Висота стели всього 75 см, але вона справляє монументальне враження завдяки особливостям рельєфу, що покриває її боки. На лицьовій стороні величезна фігура бога Нінгірсу, верховного бога міста Лагаша, який тримає тенета з маленькими фігурками переможених ворогів і палицю. На іншій стороні, в чотирьох регістрах, кілька сцен, які послідовно розповідають про походи Еаннатума. Сюжети рельєфів стародавнього Шумеру, як правило, або релігійно-культові, або військові.

### Художнє ремесло Шумерів
В області художнього ремесла в цей період розвитку культури стародавнього Шумеру спостерігаються значні досягнення, розвиваючі традиції часу Уруку — Джемдет-Насра. Шумерські майстри вміли вже обробляти не тільки мідь, але і золото з сріблом, сплавляли різні метали, карбували металеві вироби, інкрустували їх кольоровими каменями, вміли виготовляти вироби з філігранню і зерню. Чудові твори, що дають уявлення про високий рівень розвитку художнього ремесла цього часу, дали розкопки в місті Урі «Царських гробниць» - поховань правителів міста XXVII-XXVI століть до н.е. (I династія міста Ура).
Гробниці це великі ями прямокутної форми. Разом з похованими знатними особами в гробницях численні вбиті члени їх свити або раби, рабині і воїни. У могили було покладено велику кількість різноманітних предметів: шоломи, сокири, кинджали, списи з золота, срібла та міді, оздоблені карбуванням, гравіюванням, зерню.
Серед речей похоронного інвентарю знаходиться так званий «штандарт» (Лондон, Британський музей) - дві дошки, закріплені на держаку. Припускають, що його носили в поході попереду війська, а можливо, над головою вождя. На цій дерев'яній основі технікою інкрустації по шару асфальту (мушлями - фігури і лазуритом-фон) викладені сцени битви та бенкету переможців. Тут також встановився вже деякий порядок, оповідальність в розташуванні фігур, певний шумерський тип облич та багато деталей, документально розповідають про життя шумерів того часу (одяг, озброєння, вози).
Чудовими виробами ювелірів є знайдені в «Царських гробницях» золотий кинджал з руків'ям з лазуриту, в золотих піхвах, покритих зерню і філігранню (Багдад, Іракський музей), золотий шолом, викуваний у формі пишної зачіски (Лондон, Британський музей), фігурка осла, зроблена зі сплаву золота і срібла, та фігурка кози, яка щипає квіти (з золота, лазуриту та перламутру).
Барвистим і високохудожнім рішенням відрізняється арфа (Філадельфія, Музей університету), відкрита в похованні знатної шумерки Шуб-Ад. Резонатор та інші частини інструменту прикрашені золотом і інкрустацією з перламутру та лазуриту, а верхня частина резонатора увінчана головою бика з золота і лазуриту з очима з білої мушлі, що справляє надзвичайно живе враження. Інкрустація на передній стороні резонатора становить кілька сцен на теми народного сказання Дворіччя.

## Мистецтво в часи другого розквіту Шумеру XXIII-XXI століть до н. е.
Кінець розквіту аккадського мистецтва був покладений навалою гутіїв - племен, що завоювали аккадську державу і володарювали в Дворіччі близько ста років. Навала в меншій мірі торкнулася південного Дворіччя, і деякі стародавні міста цього району пережили новий розквіт, заснований на широко розвиненому торговому обміні. Це відноситься до міст Лагаш та Ур.

### Лагаш в часи Гудеа
Як свідчать клинописні тексти, правитель (так званий «Енсі») міста Лагаш Гудеа вів великі будівельні роботи, а також займався відновленням стародавніх архітектурних пам'яток. Але слідів цієї діяльності збереглося до наших днів дуже небагато. Зате яскраве уявлення про рівень розвитку та стилістичні особливості мистецтва цього часу дають досить численні пам'ятки скульптури, в яких часто об'єднуються риси шумерського і аккадського мистецтва.

### Скульптура часу Гудеа

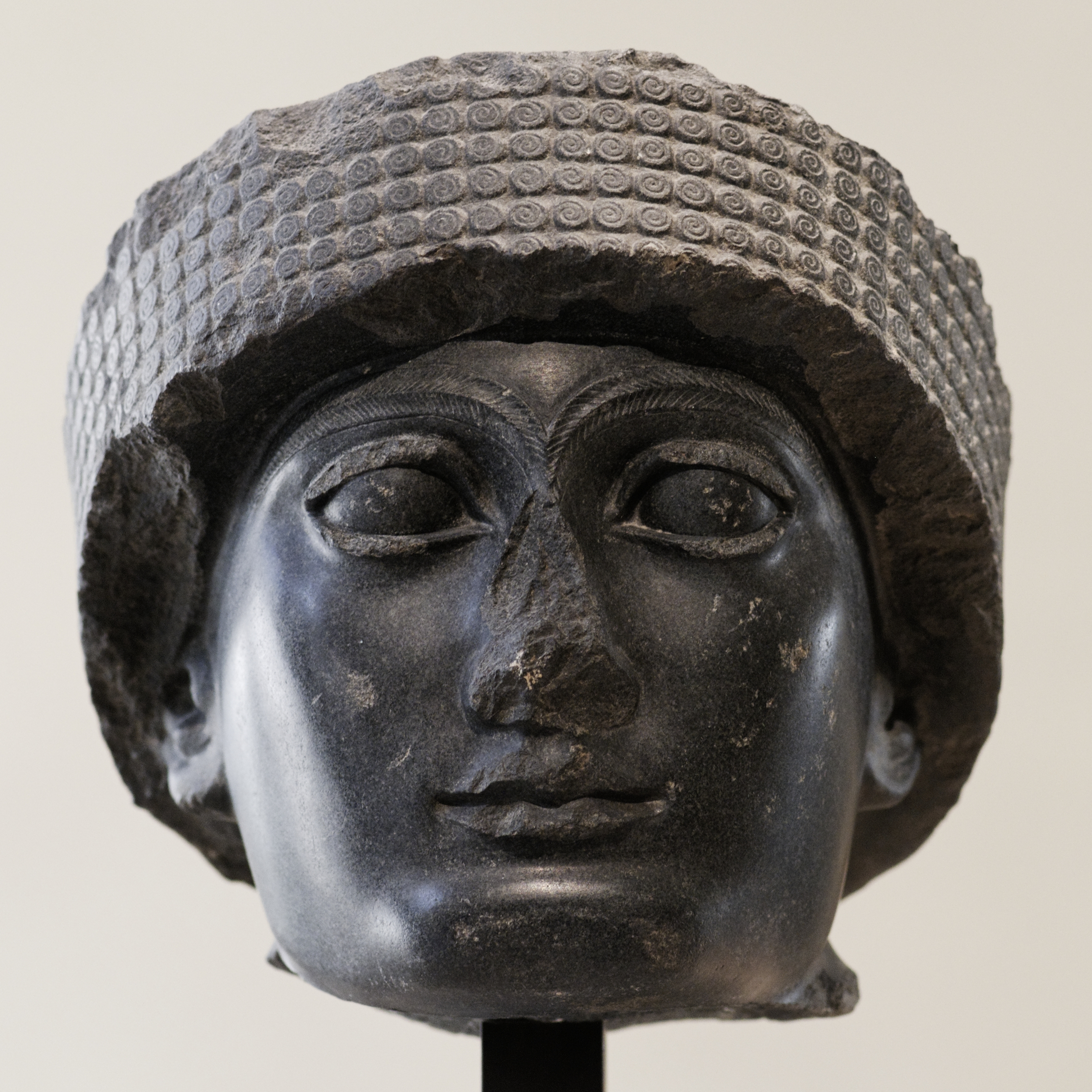
Гудеа з Лагашу.

Під час розкопок було знайдено більш як півтора десятка присвятних статуй самого Гудеа (більшість знаходиться в Парижі, в Луврі), що стоїть або сидить, часто в молитовній позі. Вони відрізняються високим рівнем технічного виконання, виявляють знання анатомії. Статуї діляться на два типи: фігури приземкуваті, що нагадують ранню шумерську скульптуру, і більш витягнуті, правильних пропорцій, явно виконані в традиціях Аккаду. Однак у всіх фігур м'яко промодельовано оголене тіло, а голови всіх статуй портретні. Причому цікаво прагнення передати не тільки схожість, але і ознаки віку (деякі статуї зображують Гудеа юнаком). Важливо також те, що багато скульптур досить значні за розмірами, до 1,5 м у висоту, і виконані з твердого діориту, привезеного здалеку.
В кінці XXII століття до н. е. гутії були вигнані. Дворіччя об'єдналося цього разу під верховенством міста Ура часу правління в ньому III династії, яке очолило нову шумеро-аккадську державу. Ряд пам'яток цього часу пов'язана з ім'ям правителя Ура Ур-Намму. Ним був створений один з найраніших зведень законів Хаммурапі.

### Архітектура Ура III династії
У період правління III династії Ура, особливо при Ур-Намму, широкий розмах отримало будівництво храмів. Краще за інших зберігся великий комплекс, що складається з палацу, двох великих храмів та першого в місті Урі великого зикурату, який був споруджений в XXII-XXI століттях до н.е. Зикурат складався з трьох уступів з похилим профілем стін та мав висоту 21 м. З одної тераси на іншу вели сходи. Прямокутна основа нижньої тераси мала площу 65 × 43 м. Уступи або тераси зикурату були різного кольору: нижній був пофарбований чорним бітумом, верхній - побілений, а середній червонів природним кольором обпаленої цегли. Можливо, тераси були і озеленені. Є припущення, що зикурати використовувалися жерцями для спостережень за небесними світилами. Строгістю, ясністю та монументальністю форм, так само як і загальним контуром, зикурат близький пірамідам Стародавнього Єгипту.
Бурхливий розвиток храмового будівництва відбився і на одній із значних пам'яток цього часу - стели з зображенням сцени ходи на ритуальну закладку храму правителя Ур-Намму (Берлінський музей). У цьому творі об'єдналися характерні риси шумерського та аккадського мистецтва: порядкове членування виходить ще від пам'яток типу палетки Ур-Нанше, а правильність пропорцій фігур, тонкість, м'якість та реалістичність пластичної трактовки є спадщиною Аккаду.